# MiZo Pécs 2010
Pécs 2010 (bis 2005 PVSK genannt) war ein ungarischer Basketballverein aus der Stadt Pécs, dessen Frauenabteilung elfmal ungarischer Meister und elfmal ungarischer Pokal sieger wurde.

## Geschichte
1946 gegründet spielte die Frauenabteilung anfangs auf regionaler Ebene und stieg 1948–1949 nach einer Saison ohne Niederlage in der westlichen NB II. in die NB I. auf. 1959 spielte zum ersten und nicht einzigen Mal eine Spielerin (Láng Klári) des PVSK in der ungarischen Frauennationalmannschaft.
Sie spielten bis 1964 in der NB I., wo sie eine sehr schlechte Saison hatten und die NB II. abstiegen und dort für weitere 6 Jahre spielten. 1971 repräsentierten sie Ungarn bei der Eisenbahn Meisterschaft in Tschechoslowakei, wo 8 Nationen ihre Mannschaften ins Rennen schickten und sie denn 5. Platz machten.
1991 gewann die Mannschaft die erste Goldmedaille in der Ungarischen Meisterschaft.
1993 kam der noch heutige Trainer Rátgéber László an die Spitze des Trainerteams.
1996 gewann der PVSK denn ungarischen Pokal und 1997–1998 wurden sie schon zum vierten Mal Meister.
Die Mannschaft trat in der Saison 2012/2013 aus finanziellen Gründen nicht mehr an.

## Erfolge
Gewonnene Meisterschaften: 1992/93, 1995/96, 1996/97, 1998/99, 2000/01, 2001/02, 2003/04, 2004/05, 2005/06, 2006/07, 2009/10
Siege ungarischer Pokal: 1998, 1999, 2000, 2001, 2002, 2003, 2004, 2006, 2007, 2009, 2010
Euroleague Women: Zweimal Bronze (2001, 2004)

## Mannschaft (2008)
Trainer: Ákos Füzy
Trainer Assistent: Zejko Dokic
| Nummer | Name                     | Größe (m) | Position      | Nationalität  |
| 4      | Brigitta Kopacsi         | 1,68      |               |               |
| 6      | Nora Rujak               | 1,74      | Guard         |               |
| 9      | Nikolett Sarok           | 1,79      | Guard/Forward | Ungarisch     |
| 7      | Anita Heller             | 1,79      | Guard         | Ungarisch     |
| 8      | Dalma Iványi (cap.)      | 1,75      | Guard         | Ungarisch     |
| 10     | Andrea Somogyi           | 1,83      | Guard         | Ungarisch     |
| 12     | Kornélia Mészáros        | 1,86      | Forward       | Ungarisch     |
| 13     | Anna Vajda               | 1,91      | Forward       | Ungarisch     |
| 14     | Szilvia Török            | 1,89      | Forward       |               |
| 15     | Graziane de Jesús Coelho | 1,91      | Center        | Brasilianisch |
| 5      | Raksányi Krisztina       | 1,79      | Guard         | Ungarisch     |
|        | Sara Krnjic              | 1,91      |               |               |
|        | Bernadett Balla          | 1,85      |               |               |
|        | Christine Queenan        | 1,88      |               |               |

## Bekannte ehemalige Spieler
- Dalma Iványi
- Zsófia Fegyverneky